# Чжэн Дунго
Чжэн Дунго́ (кит. трад. 鄭洞國, упр. 郑洞国, 13 января 1903 — 27 января 1991) — китайский военный деятель.

## Биография
Родился в 1904 году в уезде Шимэнь провинции Хунань. В 1924 году поступил в Академию Вампу, в декабре выпустился офицером, участвовал в боях против Чэнь Цзюньмина и в Северном походе. В 1934 году стал командующим 2-й дивизией НРА.
Когда началась война с Японией, то Чжэн Дунго отличился во время Тайэрчжуанского сражения, и стал командующим 98-й армией. Впоследствии командовал 11-й механизированной армией, 21-й армией, 8-й армией. В 1943 году возглавил сформированную на территории Британской Индии китайскую Новую 1-ю армию. В августе 1945 года стал заместителем командующего 3-м фронтом.
В январе 1946 года Чжэн Дунго вместе с Ду Юймином был переброшен на северо-восток Китая, и несколько месяцев спустя стал заместителем командующего всеми гоминьдановскими войсками на Северо-Востоке. В марте 1948 года стал вице-губернатором провинции Гирин.
В мае 1948 года Чжэн Дунго был вместе с двумя гоминьдановскими армиями блокирован коммунистами в Чанчуне, и в октябре был вынужден капитулировать.
В КНР Чжэн Дунго занимал высокие посты, был членом НПКСК, избирался во Всекитайское собрание народных представителей. В годы Культурной революции был вместе с семьёй сослан в деревню.